# ジャンルカ・シニョリーニ
ジャンルカ・シニョリーニ（イタリア語: Gianluca Signorini, 1960年2月13日 - 2002年11月6日）は、イタリア・ピサ出身の元サッカー選手。現役時代は、リーダーシップと戦術眼に優れたDFであった。

## 経歴
地元のクラブであるピサでプロのキャリアを始めた。その後、当時アリゴ・サッキが率いていたパルマでプレーし、。サッキからは、特にディフェンス面での、彼のサッカー哲学を叩き込まれた。このシーズン、チームをセリエCからセリエBに引き上げることに貢献した。1987-88シーズン、ASローマでようやくセリエAデビューを果たした。27歳にしてようやくセリエAの舞台を踏んだ。
1988-89シーズンから1994-95シーズンまでジェノアに在籍、ジェノアではキャプテンを務めていた。1990-91シーズン、チームはリーグ4位に入り、来期のUEFAカップ出場権を獲得した。1991-92シーズンにはUEFAカップで準決勝まで進出した。プレーオフでパドヴァに敗れ、セリエB落ちが確定した1994-95シーズン限りでチームを退団した。
2002年にALSにて死去、ジェノアはシニョリーニが主に着用した背番号6をクラブの永久欠番とした。

## その他
フルヴィオ・コッロヴァーティは、シニョリーニについて、セリエAのトップ3に入る様なクラブでも、代表チームでもスタメンで出場する実力の持ち主であったと評価した。